# Línea 104 (Montevideo)
La línea 104 es una línea urbana de Montevideo que une la Ciudad Vieja con la Ciudad de la Costa en Canelones, finalizando en la Rambla Costanera o en el Parque Roosevelt.

## Características
Tiene como antecedente a los servicios prestados en la entonces Cooperativa de Ómnibus Línea A, empresa predecesora de la Compañía Uruguaya del Transporte Colectivo. A mediados de 1928 la cooperativa de Ómnibus Línea A comenzó a operar la línea Ac entre la Aduana y el Puente Carrasco, la cual a partir de 1937 y con la fundación de la compañía Cutcsa recibió la denominación actual de línea 104. En sus inicios, su recorrido era hacia el Puente de Carrasco por la Rambla de Montevideo, límite departamental entre los departamentos de Montevideo y Canelones, luego, por el año 2008 aprox fue autorizada su extensión, culminando en el barrio Parque de Carrasco de la Ciudad de la Costa. 

Poco después, se estableció que en el ramal desde la Ciudad Vieja hacia la Ciudad de la Costa, durante los servicios del día, su recorrido es hacia hacia el Centro Comercial Géant Parque Roosevelt en Barra de Carrasco. Dicho servicio se caracteriza por ser muy frecuentado, sobre todo los fines de semana por aquellos que quieren visitar el Centro Comercial Géant que incluye el mayor hipermercado del Uruguay. En el resto de los servicios, su recorrido habitual es hacia la Rambla Costanera; en el barrio Parque de Carrasco de la ciudad homónima.

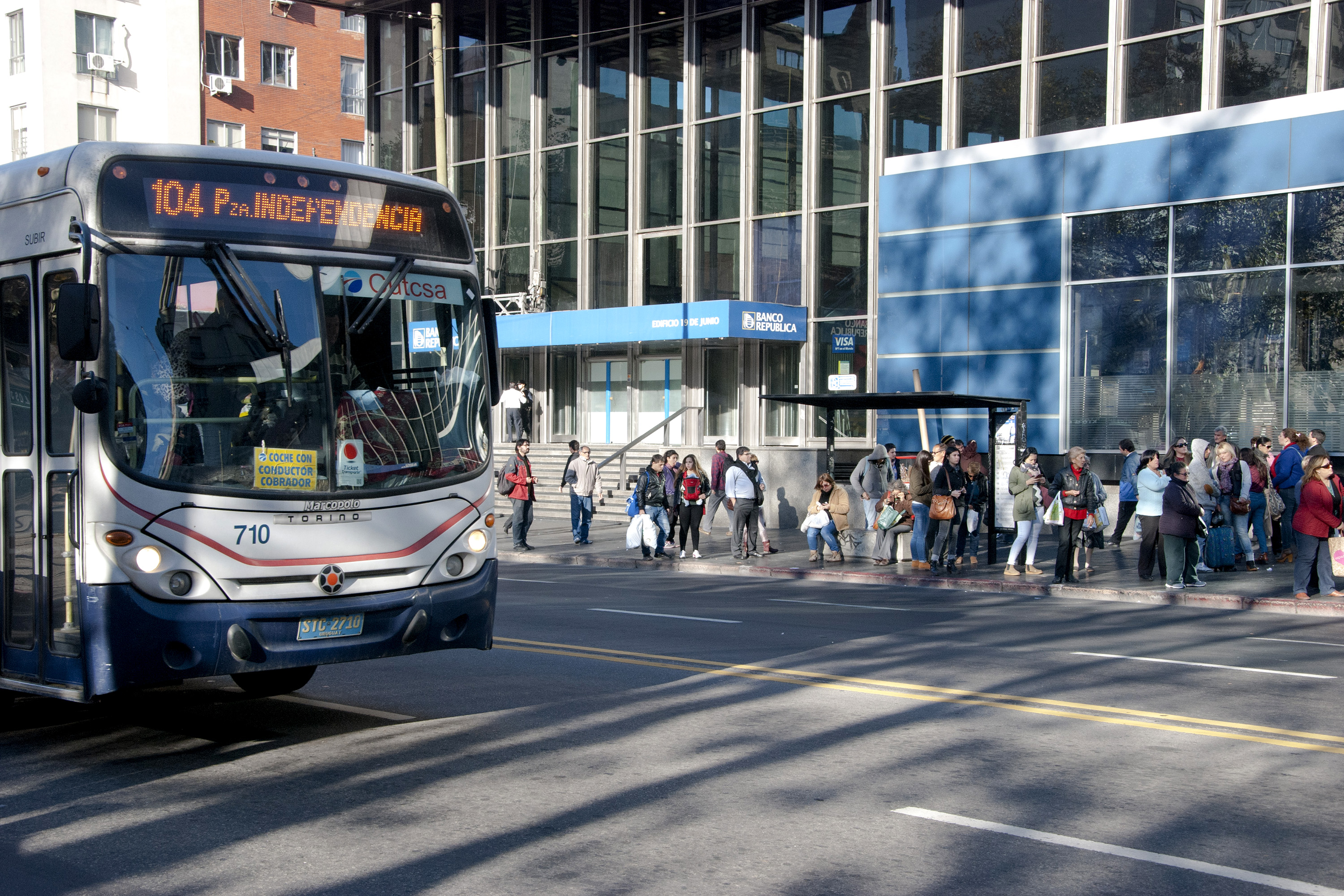
Línea 104 sobre la Avenida 18 de Julio

## Recorrido

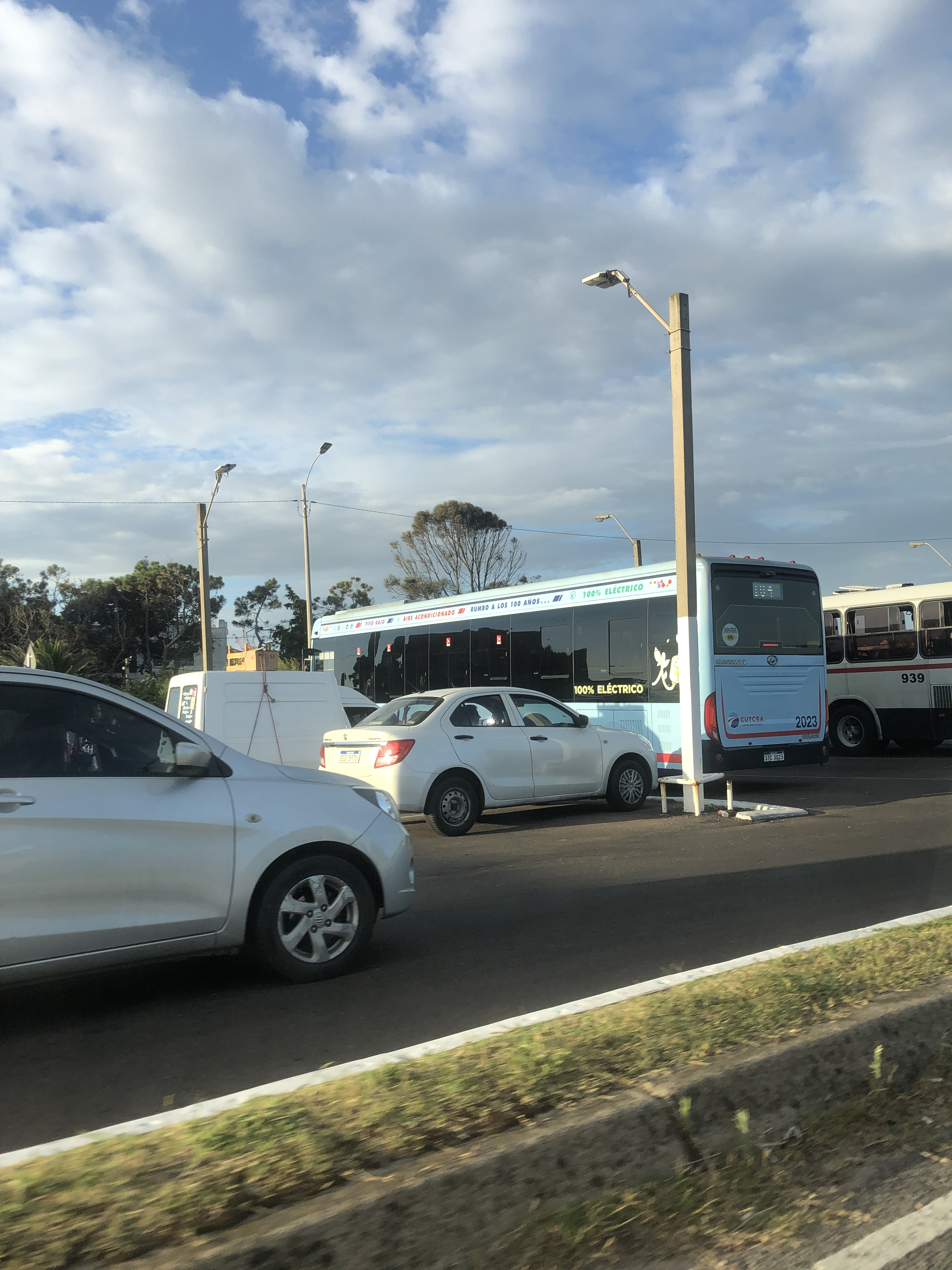
Línea 104 en la terminal Rambla Costanera ubicada en la estación Ancap de Parque de Carrasco.

En ambos sentidos circula por los barrios Ciudad Vieja, Centro y Cordón, Pocitos, Buceo, Malvín, Punta Gorda y Carrasco de Montevideo y los barrios de Barra de Carrasco y Parque de Carrasco de la Ciudad de la Costa.
| - Plaza Independencia - Avenida 18 de Julio - Eduardo Acevedo - Maldonado - Bulevar España - Juan Benito Blanco - 26 de marzo - Rambla Armenia - Rambla República de Chile - Hipólito Yrigoyen - Almería - Aconcagua - Caramurú - Avenida Bolivia - Basilea - Miraflores - Avenida Pedro Blanes Viale - Doctor Gabriel Otero - Mantua - General Nariño - Avenida Rivera - Rafael Barradas - Rambla Tomás Berreta - Rambla Costanera - Estación Ancap (Parque de Carrasco) | - Parque de Carrasco - Rambla Costanera - Rambla Tomás Berreta - Rafael Barradas - Avenida Rivera - Pedro Figari - Mantua - Doctor Gabriel Otero - Avenida Pedro Blanes Viale - Miraflores - Basilea - Avenida Bolivia - Avenida Rivera - Doctor Alejandro Gallinal - Aconcagua - Almería - Yacó - Rambla República de Chile - Rambla Armenia - 26 de marzo - Miguel Barreiro - Rambla República del Perú - Bulevar España - Constituyente - Juan D Jackson - Avenida Rivera - Avenida 18 de Julio - Plaza Independencia |

Respecto a su recorrido en la Ciudad Vieja, durante los servicios nocturnos, accede a la misma tomando las calles Ciudadela, 25 de Mayo, Juncal, Cerrito, Lindolfo Cuestas, Buenos Aires, Plaza Independencia y para continuar con su circulación habitual hacia la Ciudad de la Costa.

## Horarios
| Línea 104 (Costanera)                    | Días hábiles | Sábados | Domingos |
| ---------------------------------------- | ------------ | ------- | -------- |
| Primera salida desde Plaza Independencia | 6:32         | 5:38    | 5:17     |
| Última salida desde Plaza Independencia  | 19:53        | 20:33   | 20:19    |
| Primera salida desde Costanera           | 5:54         | 5:37    | 6:26     |
| Última salida desde Costanera            | 21:31        | 21:51   | 21:45    |

| Línea 104 (Géant)                        | Días hábiles | Sábados | Domingos |
| ---------------------------------------- | ------------ | ------- | -------- |
| Primera salida desde Plaza Independencia | 5:29         | 6:15    | 6:47     |
| Última salida desde Plaza Independencia  | 22:47        | 23:38   | 23:36    |
| Primera salida desde Géant               | 6:46         | 7:11    | 8:00     |
| Última salida desde Géant                | 23:05        | 23:40   | 23:19    |